# Space Bound
Space Bound (englisch etwa für „Auf dem Weg in Richtung Weltraum“) ist ein Lied des US-amerikanischen Rappers Eminem, in dessen Refrain der Sänger Steve McEwan zu hören ist. Der Song ist die vierte Singleauskopplung seines siebten Studioalbums Recovery und wurde am 24. Juni 2011 ausschließlich zum Download veröffentlicht. 

## Inhalt
Wie schon die zweite Single des Albums Love the Way You Lie greift auch Space Bound das Thema Misstrauen und Gewalt in Beziehungen auf, wobei Eminem hier lediglich aus der Sicht des Mannes rappt. Der erste Vers handelt von der Hin- und Hergerissenheit zu der geliebten Person. Der Mann meint, dass er früher wie Dreck behandelt wurde und rät seiner Liebe, kein falsches Spiel mit ihm zu spielen, da sie nun sein Vertrauen gewonnen hat. Wenn sie ihn doch hintergehen würde, würde er ihr zeigen, was es bedeutet, verletzt zu werden. Außerdem sagt er, dass er keine Emotionen mehr für Frauen empfinden kann und gefühlskalt ist. Im von Steve McEwan gesungenen Refrain stellt der Mann ein in das Weltall fliegendes Raumschiff dar, dessen Ziel der Mond ist, welcher für das Herz der Frau steht. Im kürzeren zweiten Vers rappt Eminem über das Paradoxon der Liebe und darüber, dass man sich in eine Person verliebt und alles für diese tun würde, obwohl sie kein Interesse hat. Sobald man diesen Menschen doch bekommt, ändern sich die Gefühle und man kann nicht mehr nachvollziehen, wieso man sich so angestrengt hat. Der dritte Vers handelt davon, dass die Liebe der Frau zum Mann nach anderthalb Jahren erloschen ist und diese sich von ihm trennen will. Der Mann meint, dass er sie immer noch über alles liebe, sie nie schlecht behandelt habe und alles dafür tun würde, dass sie ihn nicht verlässt. Doch die Frau hört ihm nichtmal zu, weshalb er sie tätlich angreift und beginnt, sie zu würgen. Allerdings bringt er es nicht fertig, sie umzubringen, sondern nimmt stattdessen eine Pistole und erschießt sich selbst. Bevor er dies tut, sagt er, dass er alles für ihre Liebe getan hätte und sie wenigstens an ihn denken solle, wenn sie einen Stern am Himmel sieht.

## Produktion
Der US-amerikanische Produzent Jim Jonsin schuf das Instrumental zum Lied. Space Bound wurde in den Effigy Studios in Ferndale (Michigan) und im Parkland Playhouse in Parkland (Florida) aufgenommen. Das Lied enthält ein Sample des Songs Drive der Rockband R.E.M.

## Musikvideo
Bei dem zu Space Bound gedrehten Video führte der US-Amerikaner Joseph Kahn Regie, der auch schon die Musikvideos zu Eminems Liedern Without Me, We Made You und Love the Way You Lie drehte. Das Video wurde im Februar 2011 gedreht und am 24. Juni 2011 über iTunes veröffentlicht. Besonders die Szene, in der Eminem sich per Kopfschuss das Leben nimmt, wurde kontrovers diskutiert.
Das Video beginnt damit, dass Eminem nachts eine Straße in der Nähe eines Waldes entlang läuft, während er seinen Text rappt. Kurz darauf kommt seine Freundin, gespielt von der Pornodarstellerin Sasha Grey, in einem Auto angefahren, um ihn mitzunehmen. Eminem steigt zu ihr ins Auto und beide fahren zu einem Motel. Auf dem Weg dorthin sieht man Eminem zweifach: ruhig auf dem Beifahrersitz sowie wütend und fluchend auf der Rückbank. Im Lokal wird diese Doppelrolle fortgeführt, indem er sich einerseits zu seiner Freundin an den Tisch setzt und andererseits allein Richtung Bar geht und rappt. Hierbei ist der Bildschirm mittig geteilt. Eminem und Grey sitzen sich gegenüber, während sie eine SMS an eine unbekannte Person schreibt. Anschließend geht Grey auf die Toilette und Eminem nimmt ihr Handy, um zu sehen, was sie wem geschrieben hat. Kurz bevor sie zurückkommt, legt er das Telefon hastig wieder in ihre Tasche. Nun geht das Paar auf sein Zimmer und Eminem hört ein Klopfen an der Tür, dem er nachgeht, doch niemanden entdeckt. Plötzlich hat er eine Rückblende von einer Pistole in Greys Auto und dem unbekannten Anrufer auf ihrem Handy. Er rennt zurück ins Zimmer und greift seine Freundin tätlich an, die daraufhin verschwindet. Eminem nimmt ihre Pistole und erschießt sich mit einem Kopfschuss unterhalb des Kinns, wobei die Kugel aus seiner Schädeldecke wieder austritt. Der Refrain setzt ein und das Video wird schnell rückwärts abgespielt bis zur Stelle, an der Eminem zu Grey ins Auto steigt und beide fahren die Straße entlang.

## Single

### Covergestaltung
Das Singlecover ist in schwarz-weiß gehalten und zeigt Eminems Gesicht. Im unteren Teil stehen die Schriftzüge (Eminem) in weiß und Space Bound in rot. Der Buchstabe O im Wort Bound ist dabei durch das Recovery-Zeichen (ein weißes Kreuz auf rotem Grund) ersetzt.

### Chartplatzierungen
Space Bound stieg auf Platz 80 in die britischen Charts ein und erreichte in den folgenden Wochen mit Rang 34 die höchste Position. Insgesamt hielt sich der Song zwölf Wochen in den Top 100.
| ChartsChartplatzierungen     | Höchstplatzierung | Wochen |
| ---------------------------- | ----------------- | ------ |
| Vereinigtes Königreich (OCC) | 34 (12 Wo.)       | 12     |

### Auszeichnungen für Musikverkäufe
Obwohl das Lied sich nicht in den US-amerikanischen Charts platzieren konnte, wurde Space Bound im Jahr 2018 für über zwei Millionen Verkäufe in den Vereinigten Staaten mit einer doppelten Platin-Schallplatte ausgezeichnet. Im Vereinigten Königreich erhielt es für mehr als 600.000 verkaufte Einheiten 2025 eine Platin-Schallplatte.

| Land/Region                  | Auszeichnungen für Musikverkäufe (Land/Region, Auszeichnung, Verkäufe) | Verkäufe  |
| ---------------------------- | ---------------------------------------------------------------------- | --------- |
| Australien (ARIA)            | 2× Platin                                                              | 140.000   |
| Brasilien (PMB)              | Platin                                                                 | 60.000    |
| Neuseeland (RMNZ)            | Platin                                                                 | 30.000    |
| Vereinigte Staaten (RIAA)    | 2× Platin                                                              | 2.000.000 |
| Vereinigtes Königreich (BPI) | Platin                                                                 | 600.000   |
| Insgesamt                    | 7× Platin ·                                                            | 2.830.000 |

Hauptartikel: Eminem/Auszeichnungen für Musikverkäufe